# Beaumont-Pied-de-Bœuf (Mayenne)
Cet article concerne la commune de la Mayenne. Pour son homonyme dans la Sarthe, voir Beaumont-Pied-de-Bœuf (Sarthe). Pour les autres articles homonymes, voir Beaumont.
Beaumont-Pied-de-Bœuf est une commune française, située dans le département de la Mayenne en région Pays de la Loire, peuplée de 203 habitants.
La commune fait partie de la province historique du Maine, et se situe dans le Bas-Maine.

## Géographie
La commune est située dans le Sud-Mayenne.

### Climat
Pour des articles plus généraux, voir Climat des Pays de la Loire et Climat de la Mayenne.
En 2010, le climat de la commune est de type climat océanique dégradé des plaines du Centre et du Nord, selon une étude du CNRS s'appuyant sur une série de données couvrant la période 1971-2000. En 2020, Météo-France publie une typologie des climats de la France métropolitaine dans laquelle la commune est exposée à un climat océanique et est dans la région climatique  Moyenne vallée de la Loire, caractérisée par une bonne insolation (1 850 h/an) et un été peu pluvieux. 
Pour la période 1971-2000, la température annuelle moyenne est de 11,4 °C, avec une amplitude thermique annuelle de 14 °C. Le cumul annuel moyen de précipitations est de 714 mm, avec 11,8 jours de précipitations en janvier et 6,3 jours en juillet. Pour la période 1991-2020, la température moyenne annuelle observée sur la station météorologique de Météo-France la plus proche, sur la commune de Saint-Loup-du-Dorat à 2 km à vol d'oiseau, est de 12,2 °C et le cumul annuel moyen de précipitations est de 760,0 mm,. Pour l'avenir, les paramètres climatiques de la commune estimés pour 2050 selon différents scénarios d'émission de gaz à effet de serre sont consultables sur un site dédié publié par Météo-France en novembre 2022.

## Urbanisme

### Typologie
Au 1er janvier 2024, Beaumont-Pied-de-Bœuf est catégorisée commune rurale à habitat très dispersé, selon la nouvelle grille communale de densité à sept niveaux définie par l'Insee en 2022.
Elle est située hors unité urbaine. Par ailleurs la commune fait partie de l'aire d'attraction de Sablé-sur-Sarthe, dont elle est une commune de la couronne,. Cette aire, qui regroupe 39 communes, est catégorisée dans les aires de moins de 50 000 habitants,.

### Occupation des sols
L'occupation des sols de la commune, telle qu'elle ressort de la base de données européenne d’occupation biophysique des sols Corine Land Cover (CLC), est marquée par l'importance des territoires agricoles (95,7 % en 2018), en diminution par rapport à 1990 (96,7 %). La répartition détaillée en 2018 est la suivante : 
prairies (46,8 %), terres arables (40,9 %), zones agricoles hétérogènes (8 %), forêts (4,3 %). L'évolution de l’occupation des sols de la commune et de ses infrastructures peut être observée sur les différentes représentations cartographiques du territoire : la carte de Cassini (XVIIIe siècle), la carte d'état-major (1820-1866) et les cartes ou photos aériennes de l'IGN pour la période actuelle (1950 à aujourd'hui).

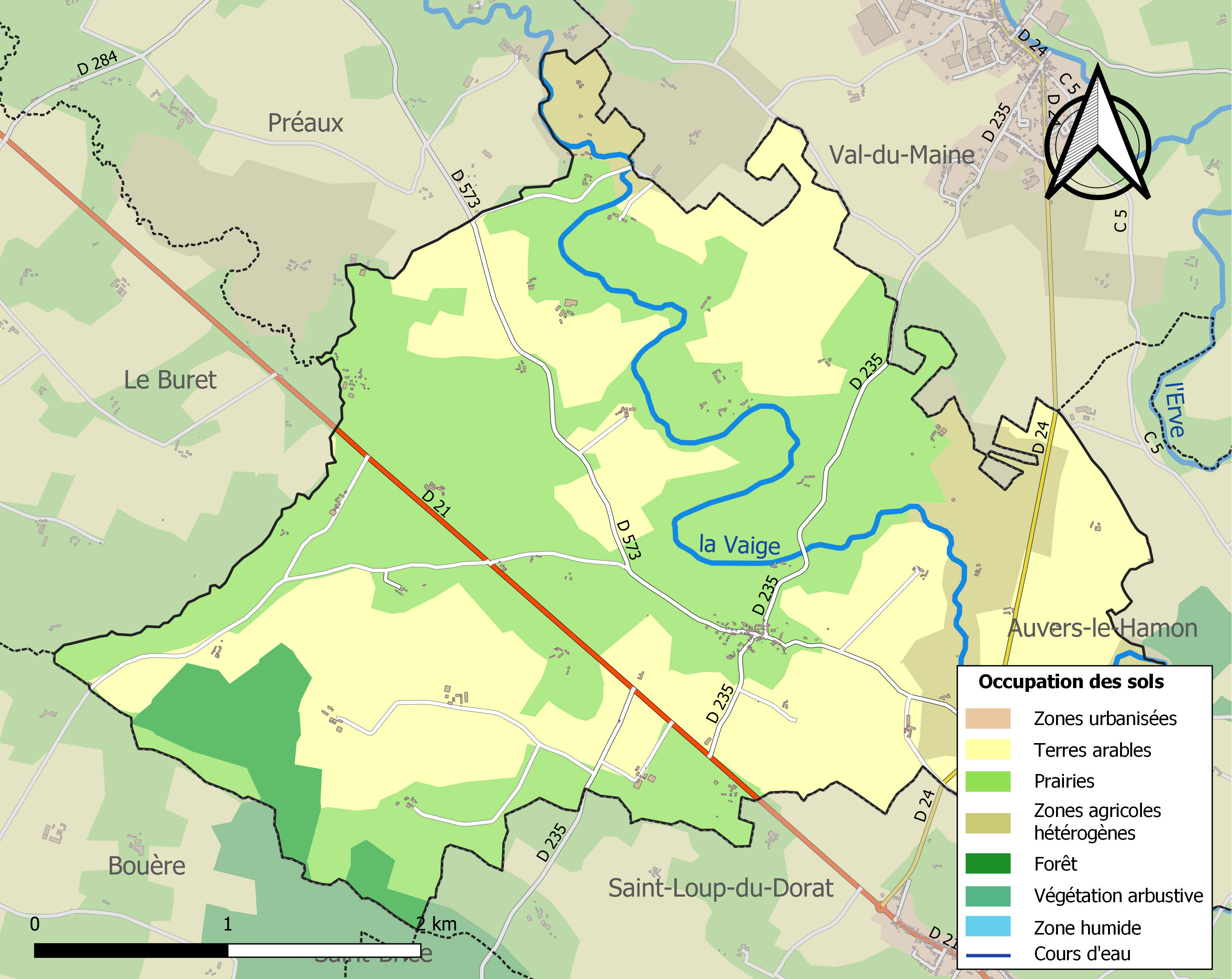
Carte des infrastructures et de l'occupation des sols de la commune en 2018 (CLC).

## Toponymie
Le nom de la localité est attesté sous la forme Ecclesia Sancti Petri de Passu Bovis en 1147.
Toponyme médiéval issu de l’ancien français bel mont, où l’adjectif bel « beau » n’exprime pas nécessairement un jugement esthétique, mais l’importance ou la hauteur d'un mont. Le toponyme de Pied-de-Bœuf (un fief de la paroisse) pourrait être une déformation du « pas du bœuf », pas dans le sens de gué.

## Histoire
Contrairement à la plupart des communes de l'arrondissement de Château-Gontier, Beaumont ne faisait pas partie de l'Anjou, mais du Maine. La paroisse était néanmoins située dans le pays d'élection de La Flèche.

## Politique et administration

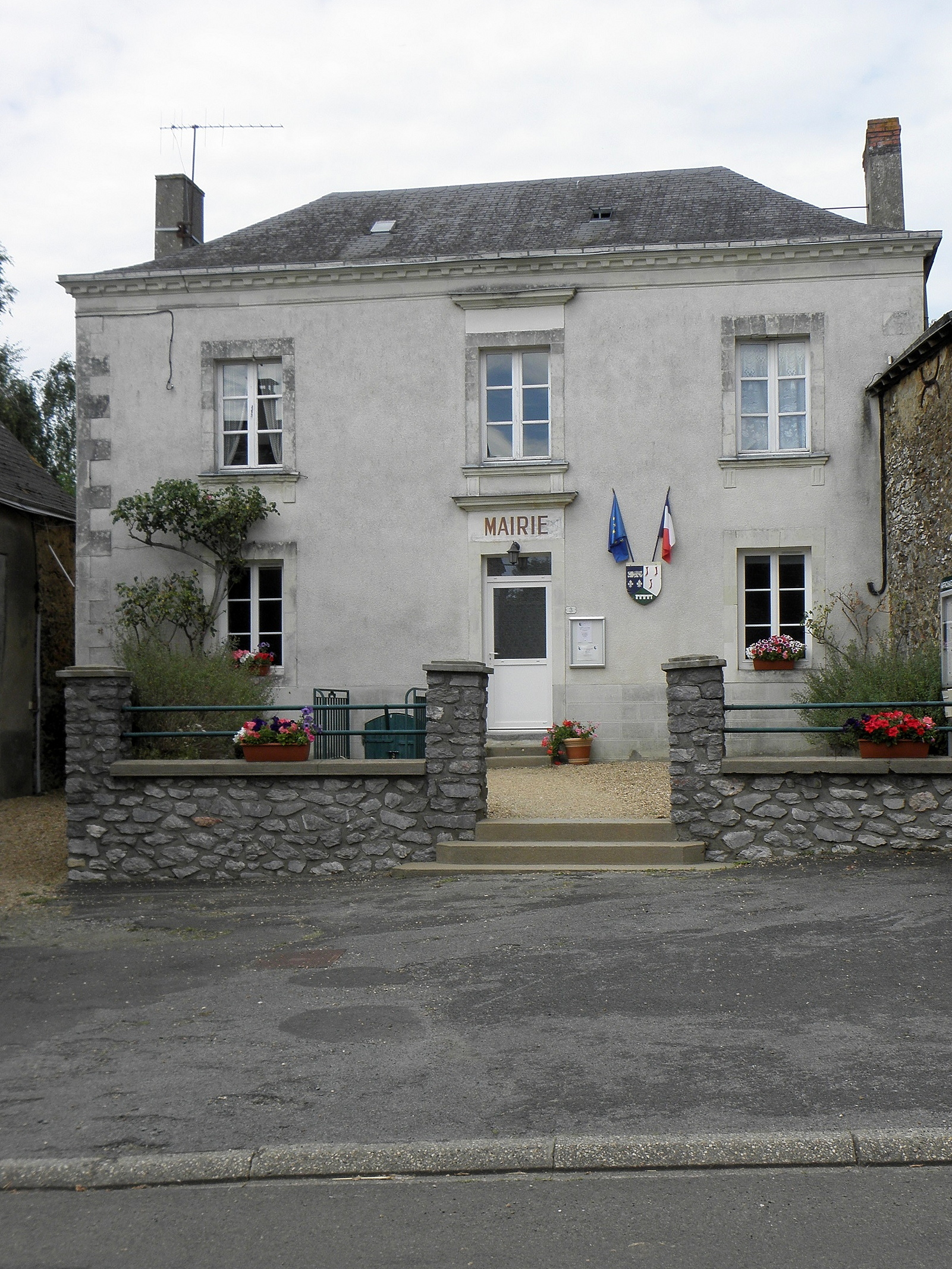
La mairie.

| Période                                  | Période   | Identité                       | Étiquette | Qualité                         |
| ---------------------------------------- | --------- | ------------------------------ | --------- | ------------------------------- |
| 1995                                     | mars 2008 | Jean-Noël Passez               |           | Conseil en édition              |
| mars 2008                                | mars 2014 | François Carron de la Carrière |           | Directeur d'entreprise retraité |
| mars 2014                                | mai 2020  | Pascal Gangnat                 | SE        | Commercial retraité             |
| mai 2020                                 | août 2020 | Fabienne Gangnat               | SE        |                                 |
| octobre 2020                             | En cours  | Éric Seurin                    | SE        |                                 |
| Les données manquantes sont à compléter. |           |                                |           |                                 |

## Population et société

### Démographie
L'évolution du nombre d'habitants est connue à travers les recensements de la population effectués dans la commune depuis 1793. Pour les communes de moins de 10 000 habitants, une enquête de recensement portant sur toute la population est réalisée tous les cinq ans, les populations de référence des années intermédiaires étant quant à elles estimées par interpolation ou extrapolation. Pour la commune, le premier recensement exhaustif entrant dans le cadre du nouveau dispositif a été réalisé en 2004.
En 2022, la commune comptait 203 habitants, en évolution de +10,33 % par rapport à 2016 (Mayenne : −0,73 %, France hors Mayotte : +2,11 %).
| 1793 | 1800 | 1806 | 1821 | 1831 | 1836 | 1841 | 1846 | 1851 |
| ---- | ---- | ---- | ---- | ---- | ---- | ---- | ---- | ---- |
| 478  | 431  | 500  | 504  | 515  | 524  | 502  | 536  | 518  |

| 1856 | 1861 | 1866 | 1872 | 1876 | 1881 | 1886 | 1891 | 1896 |
| ---- | ---- | ---- | ---- | ---- | ---- | ---- | ---- | ---- |
| 520  | 504  | 470  | 441  | 408  | 424  | 386  | 378  | 357  |

| 1901 | 1906 | 1911 | 1921 | 1926 | 1931 | 1936 | 1946 | 1954 |
| ---- | ---- | ---- | ---- | ---- | ---- | ---- | ---- | ---- |
| 344  | 345  | 324  | 301  | 298  | 283  | 265  | 275  | 270  |

| 1962 | 1968 | 1975 | 1982 | 1990 | 1999 | 2004 | 2006 | 2009 |
| ---- | ---- | ---- | ---- | ---- | ---- | ---- | ---- | ---- |
| 220  | 240  | 202  | 180  | 186  | 190  | 198  | 194  | 205  |

| 2014 | 2019 | 2022 | - | - | - | - | - | - |
| ---- | ---- | ---- | - | - | - | - | - | - |
| 191  | 203  | 203  | - | - | - | - | - | - |

## Culture locale et patrimoine

### Lieux et monuments
- L'église paroissiale Saint-Saturnin.
- Pont muletier du moulin Fresnay

### Personnalités liées à la commune
L'abbé Louis Coache a vécu à Beaumont-Pied-de-Bœuf les dix derniers mois de sa vie et y est mort le 21 août 1994.

### Héraldique
|  | Les armes de la commune se blasonnent ainsi : Tiercé en pairle renversé: au 1) d'azur au léopard d'or soutenu de deux fleurs de lis du même, au 2) d'argent à trois pattes de bœuf onglées d'or, au 3) de sinople au pont isolé de quatre arches d'argent, maçonné de sable. |